# ماري دي
ماري دي (8 أبريل – 17 مارس 1964) هو الاسم الإذاعي لماري دودلي، التي اشتهرت بكونها أول أمريكية من أصل أفريقي تعمل منسقة أغانٍ (دي جيه) في الولايات المتحدة. نشأت في هومستيد، بنسلفانيا، ثم درست في جامعة هاورد لمدة عامين. بعد تكوينها عائلتها، التحقت بمدرسة سي مان للإذاعة في بيتسبرغ، وفي الأول من أغسطس 1948، بثت برامجها على الهواء عبر راديو «WAOB». جاذبة الانتباه على الصعيد الوطني، بثت ماري إذاعتها من واجهة «استديو دي» في مقاطعة هيل في بيتسبرغ في الفترة بين عامي 1951 و1956. نقلت برنامجها «التنقل برفقة ماري دي» إلى بالتيمور، وبثت من محطة «WSID» بين عامي 1956 و1958. في سنة 1958، انتقلت إلى فيلادلفيا وبثت ترانيم إيمانية على إذاعة «WHAT» حتى وفاتها سنة 1964.
تعتبر دي رائدة في تطوير الشكل الإذاعي الذي يجمع بين تغطية شؤون المجتمع والموسيقى والأخبار. كانت إحدى أول امرأتين من السود المتقدمين إلى جمعية المرأة الأمريكية في الإذاعة والتلفاز، ونجحت في تنظيم حملات من أجل للتخلي عن عرف عقد الاجتماعات في مرافق منفصلة عرقيًا. حصدت خلال حياتها جوائز كثيرة في مجال العمل المدني. في عام 2011، كرّمت بعد وفاتها بجائزة توماس جيه. ماكويليامز لإنجازات الحياة من رابطة وسائط الإعلام في بيتسبرغ.

## نشأتها وتعليمها
ولدت ماري إليزابيث غود في 8 أبريل 1912، في هومستيد، مقاطعة أليني (بنسيلفانيا)، إلى ماري إليزابيث (عائلتها قبل الزواج: هانتر) وويليام إتش. غود. كلا والديها كانا من أبناء العبيد ومن فيرجينيا. بعد زواجهما في سنة 1904، هاجرا إلى بيتسبرغ حيث كان ويليام يعمل في شركة فولاذ الولايات المتحدة، يو إس ستيل. كان جيمس بين أولادهما، الذي أدار شركة غود للعقارات، إحدى أولى الشركات العقارية التي يديرها رجل أسود في بيتسبرغ؛ وويليام الذي امتلك صيدلية غود التي كانت مفتوحة على مدار 24 ساعة؛ ومال، أول مراسل تلفزيوني أسود، والذي عمل لدى قناة إي بي سي نيوز؛ وروث، التي كانت تعمل في صيدلية أخيها، وأدارت لاحقًا دار حضانة في ماكيسبورت؛ وآلان، الذي عمل في وكالة وايلي أفنيو للأنباء، وكان من قدامى المحاربين.
كان التعليم مهمًا بالنسبة للأسرة، إذ التحق خمسة من الأطفال الستة بالجامعة. ترعرعت غود في هومستيد، وتخرجت من مدرسة هومستيد الثانوية، قبل التحاقها بجامعة هاورد لمدة عامين. في منتصف الثلاثينيات، تزوجت من فرانكلين سي. دودلي، عامل في صناعة الصلب، وأنجبت منه أربعة أطفال هم؛ إيفون، والتوأمين شيروود وشيرلين، وفرانكلين سي. جونيور؛ ولكن الزوجين تطلقا لاحقًا. في عام 1947، التحقت دودلي بكلية سي مان للإذاعة في بيتسبرغ، وتخرجت منها بمرتبة الشرف.

## مسيرتها
في عام 1948، عندما افتتحت إذاعة «WHOD» في هومستيد، قدمت دودلي طلبًا للحصول على وظيفة فيها، ولكنها لم تحصل عليها. ذهبت إلى مدير محطة الإذاعة، الذي أخبرها أنه سيوظفها على أساس تجريبي إذا استطاعت تأمين كفيل. بعد أن نجحت فعلًا بذلك، بدأت دودلي مسيرتها الإذاعية باسم ماري دي في الأول من أغسطس 1948. خصصت أول إذاعة لها للإعلان عن جدول زمني للأحداث الخاصة بالنساء السود في المنطقة. في غضون أيام، مددت الفترة الزمنية المخصصة لها على الهواء إلى 15 دقيقة تحت اسم «التنقل برفقة ماري دي» ثم إلى 30 دقيقة. في فصل الربيع التالي، زيدت الفترة إلى ساعة كاملة. في ذكراها السنوية الأولى، امتدت فترتها إلى ساعة ونصف، وإلى ساعتين في ذكراها السنوية الثانية، وإلى 4 ساعات في ذكراها الرابعة. رغم نطاق التردد المتواضع الذي عملت عليه، 250 واط في النهار، حصدت دي عددًا كبيرًا من المتابعين، متلقية ما يزيد عن 150 رسالة في اليوم. تجاوز معجبوها مسألة اللون، خصوصًا عندما تعلق الأمر بإذاعتها الموسيقى الإنجيلية. تلقت رسائل بريدية من السود والبيض على السواء، وكان لها رعاة نت البيض والسود.